# Linnaemya rhodesiana
Linnaemya rhodesiana är en tvåvingeart som beskrevs av Villeneuve 1941. Linnaemya rhodesiana ingår i släktet Linnaemya och familjen parasitflugor. Inga underarter finns listade i Catalogue of Life.